# Lion Semić
Lion Semić (Fritzlar, Alemania, 13 de septiembre de 2003) es un futbolista alemán que juega como defensa en el Borussia Dortmund II de la 3. Liga.

## Trayectoria

### Inicios
Nacido en Fritzlar, Alemania, comenzó a jugar al fútbol a los cinco años en el FSG Gudensberg. Llegó al Borussia Dortmund en 2017 procedente del KSV Baunatal.

## Selección nacional
Ha representado a Alemania en numerosas categorías inferiores. También es elegible para representar a Bosnia y Herzegovina.

## Estadísticas

### Clubes
Actualizado al último partido disputado el 3 de marzo de 2023.
| Club                            | Div.          | Temporada     | Liga  | Liga  | Copas nacionales | Copas nacionales | Copas internacionales | Copas internacionales | Total | Total |
| Club                            | Div.          | Temporada     | Part. | Goles | Part.            | Goles            | Part.                 | Goles                 | Part. | Goles |
| ------------------------------- | ------------- | ------------- | ----- | ----- | ---------------- | ---------------- | --------------------- | --------------------- | ----- | ----- |
| Borussia Dortmund · Alemania    | 1.ª           | 2021-22       | 1     | 0     | 0                | 0                | 0                     | 0                     | 1     | 0     |
| Borussia Dortmund · Alemania    | Total club    | Total club    | 1     | 0     | 0                | 0                | 0                     | 0                     | 1     | 0     |
| Borussia Dortmund II · Alemania | 3.ª           | 2022-23       | 8     | 0     | ―                | ―                | ―                     | ―                     | 8     | 0     |
| Borussia Dortmund II · Alemania | Total club    | Total club    | 8     | 0     | 0                | 0                | 0                     | 0                     | 8     | 0     |
| Total carrera                   | Total carrera | Total carrera | 9     | 0     | 0                | 0                | 0                     | 0                     | 9     | 0     |